# 진접푸른숲도서관
진접푸른숲도서관은 경기도 남양주시 진접읍 소재의 시립 도서관이다.

## 연혁
- 2014년 3월 27일 진접푸른숲도서관 개관

## 시설현황
- 3층 디지털자료실, 문화강연실1, 문화강연실2, 푸른숲공연장
- 2층 문헌정보실, 일반열람실, 청소년열람실
- 1층 어린이자료실, 어린이공연장, 사무실, 전시공간, 안내데스크
- 지하 매점(코로나 이후 없어짐), 보존서고, 도서정리실, 동아리실, 지하주차장

## 이용 안내
이용 시간
- 열람실 08:00 ∼ 24:00(2, 4주 토요일 08:00 ~ 18:00)
- 문헌정보실, 디지털자료실: 09:00 ~ 22:00 (평일) / 09:00 ~ 18:00 (공휴일 및 토ㆍ일요일)
- 어린이자료실: 09:00 ~ 18:00(평일,공휴일 및 토ㆍ일요일)

휴관일
- 추석 당일, 설 당일
- 임시휴관일: 특별한 사유로 도서관장이 지정하는 날